# 利倫斯體育會
利倫斯體育會（葡萄牙語：Clube Atlético Linense）是一支位于巴西聖保羅州林斯的足球會，成立於1927年6月12日，於1930年2月11日重組，在巴保聯作賽。1952年升上巴乙，2010年到巴保聯乙組，並於2011年重返甲組，是自1957年首次。